# Mi mentiroso adorable
Mi mentiroso adorable (en hangul, 소용없어 거짓말; romanización revisada del coreano: Soyong-eops-eo geojinmal) es una serie de televisión surcoreana dirigida por Nam Sung-woo y protagonizada por Kim So-hyun, Hwang Min-hyun, Seo Ji-hoon, Yoon Ji-on y Lee Si-woo. Se emitió por el canal tvN desde el 31 de julio de 2023, los lunes y martes a las 20:50 (hora local coreana). También está disponible en todo el mundo a través de algunas plataformas de contenidos audiovisuales como Rakuten Viki, U-Next, Viu e iQIYI entre otras.

## Sinopsis
La serie es un romance de detección de la verdad sobre una cazadora de mentirosos, Mok Sol-hee: que no puede confiar en las personas debido a su capacidad para detectar mentiras, y un compositor, Kim Do-ha: que esconde una identidad indecible y sobre el que recaen sospechas de ser el autor de un asesinato.

## Reparto

### Principal
- Kim So-hyun como Mok Sol-hee, una detectora de mentiras humana que ha perdido la capacidad de confiar en nadie debido a ello y que siente esa habilidad no como un superpoder sino como una maldición.[5][6]
- Hwang Min-hyun como Kim Do-ha / Kim Seung-joo, un famoso compositor y productor en Corea que se conoce con el nombre artístico de K. Cuando se le relaciona con un asesinato, cambia su nombre y se esconde, pero acaba enamorándose de la chica de al lado, que parece ver a través de todo.[7][8][9]
- Seo Ji-hoon como Lee Kang-min, un detective al que se le diagnosticó cáncer de estómago antes de una propuesta a Sol-hee, de quien se había enamorado a primera vista. Después de curarse, tres años después, vuelve a ver a Sol-hee por casualidad, pero con un nuevo hombre a su lado, y se ve envuelto en emociones complejas y sutiles.[10]
- Lee Si-woo como Shaon (Sa Ji-on), futura celebridad de la música, una de las mejores cantantes solistas y la hermana menor de la nación.[1][11]

### Secundario

#### Entorno de Sol-hee
- Ha Jong-woo como Baek Chi-hoon, guardaespaldas de Sol-hee, profesional y diligente en su trabajo pero de conducta errática en lo demás.[12][13]
- Park Kyung-hye como Cassandra / Yoon Ye-seul, una adivina del tarot supersticiosa.[12][14]
- Jin Kyung como Cha Hyang-sook, la madre de Sol-hee.[15]
- Ahn Nae-sang como Mok Tae-seop, el padre de Sol-hee.[15]

#### Empleados de J Entertainment
- Yoon Ji-on como Cho Deuk-chan, el director de J Entertainment, que tiene un temperamento empresarial y un liderazgo únicos, y que conoce la identidad de Kim Do-ha y la única persona que conoce su secreto como su hermano menor.[1][16][17]
- Nam Hyun-woo como Cho Jae-chan, el hermano menor de Deuk-chan, y director de planificación de J Entertainment.
- Song Jin-woo como Park Moo-jin, compositor de J Entertainment y rival de Do-ha.[18]
- Baek Seung-do como Ethan, vocalista principal de Atlantis.[19]

#### Entorno de Do-ha
- Seo Jeong-yeon como Jung Yeon-mi, la madre de Do-ha, que es miembro de la Asamblea Nacional.[20]
- Kwon Dong-ho como Choi Uhm-ho, el hermano mayor de Uhm-ji.[20]
- Seo Hyun-chul como Jang Joong-kyoo, el propietario del bar Oasis, donde actúa también como baterista.[21][22]
- Song Ji-hyun como Choi Uhm-ji, la exnovia de Do-ha.[23]

#### Gente de Yonso-dong
- Cho Jin-se como So Bo-ro, propietario de Yonseo Bakery.[18]
- Kim Won-hoon como Oh Oh-baek, propietario de Boo Boo, una cervecería artesanal en un callejón.
- Uhm Ji-yoon como Hwang Cho-rok, propietaria de Chorok Salad.
- Seo Jae-woo como Lee Young-jae, un trabajador a tiempo parcial en una sucursal en Seúl.[24]

#### Otros
- Baek Min-hyun como Oh Ki-ja, un artista veterano que está a cargo de los paparazzi de las principales estrellas y es persistente en tratar de revelar el rostro del mítico compositor Kim Do-ha.[25]

### Apariciones especiales
- Kim Sun-young como Choi Ji-hye.[26]
- Han Ji-eun.[27]
- Lee Tae-sun como Jang Ji-hoon.

## Producción
La serie está dirigida por Nam Sung-woo, también director de Kkondae Intern (2020) y My Roommate Is a Gumiho (2021). El comienzo del rodaje estaba previsto para febrero de 2023.
El 24 de mayo de 2023 se publicaron imágenes de la lectura del guion. El 21 de junio les siguió un cartel del protagonista masculino.

## Audiencia
La serie obtuvo una respuesta positiva fuera de su país, donde está disponible a través de varias plataformas de contenidos audiovisuales. En una de ellas, Viki, ocupó el primer lugar en 136 países.
| Temporada | Temporada | Episodio número | Episodio número | Episodio número | Episodio número | Episodio número | Episodio número | Episodio número | Episodio número | Episodio número | Episodio número | Episodio número | Episodio número | Episodio número | Episodio número | Episodio número | Episodio número | Promedio |
| Temporada | Temporada | 1               | 2               | 3               | 4               | 5               | 6               | 7               | 8               | 9               | 10              | 11              | 12              | 13              | 14              | 15              | 16              | Promedio |
| --------- | --------- | --------------- | --------------- | --------------- | --------------- | --------------- | --------------- | --------------- | --------------- | --------------- | --------------- | --------------- | --------------- | --------------- | --------------- | --------------- | --------------- | -------- |
|           | 1         | 618             | 718             | 681             | 666             | 714             | 799             | 731             | 635             | 594             | 677             | 479             | 653             | 600             | 641             | 766             | 737             | 669      |

| Episodio | Fecha de emisión         | Índices de audiencia (Nielsen Korea) | Índices de audiencia (Nielsen Korea) |
| Episodio | Fecha de emisión         | Nacional                             | Seúl                                 |
| --- | ------------------------ | ------------------------------------ | ------------------------------------ |
| (especial) | 25 de julio de 2023      | -                                    | -                                    |
| 1 | 31 de julio de 2023      | 2,589 % (2.ª)                        | 2,201 % (2.ª)                        |
| 2 | 1 de agosto de 2023      | 3,008 % (3.ª)                        | 3,194 % (3.ª)                        |
| 3 | 7 de agosto de 2023      | 2,832 % (2.ª)                        | 3,145 % (2.ª)                        |
| 4 | 8 de agosto de 2023      | 2,884 % (3.ª)                        | 3,079 % (3.ª)                        |
| 5 | 14 de agosto de 2023     | 3,017 % (2.ª)                        | 3,772 % (v)                          |
| 6 | 15 de agosto de 2023     | 3,446 % (2.ª)                        | 3,839 % (2.ª)                        |
| 7 | 21 de agosto de 2023     | 2,863 % (2.ª)                        | 2,980 % (2.ª)                        |
| 8 | 22 de agosto de 2023     | 2,879 % (2.ª)                        | 3,198 % (2.ª)                        |
| 9 | 28 de agosto de 2023     | 2,351 % (2.ª)                        | 2,431 % (2.ª)                        |
| 10 | 29 de agosto de 2023     | 2,832 % (1.ª)                        | 2,939 % (3.ª)                        |
| 11 | 4 de septiembre de 2023  | 2,355 % (3.ª)                        | 2,292 % (3.ª)                        |
| 12 | 5 de septiembre de 2023  | 3,194 % (2.ª)                        | 3,623 % (3.ª)                        |
| 13 | 11 de septiembre de 2023 | 2,958 % (1.ª)                        | 3,093 % (2.ª)                        |
| 14 | 12 de septiembre de 2023 | 2,889 % (3.ª)                        | 2,922 % (4.ª)                        |
| 15 | 18 de septiembre de 2023 | 3,406 % (1.ª)                        | 3,860 % (1.ª)                        |
| 16 | 19 de septiembre de 2023 | 3,440 % (1.ª)                        | 3,405 % (2.ª)                        |
| Promedio | Promedio                 | 2,928 %                              | 3,123 %                              |
| - En la tabla superior, los números azules representan las calificaciones más bajas y los números rojos representan las más altas. - Esta serie se transmite en un canal de cable/televisión de pago, que normalmente tiene una audiencia menor respecto a las emisoras de televisión públicas/gratuitas (KBS, SBS, MBC y EBS). |                          |                                      |                                      |